# Дворядник прутяний
Дворя́дник прутяний (Diplotaxis viminea) — однорічна або дворічна рослина родини капустяних.

## Опис
Трав'яниста напіврозеткова рослина заввишки 5–30 см, терофіт, гемікриптофіт. Корінь стрижневий, тонкий. Стебла прямостоячі, голі або слабко запушені. Переважна більшість листків зібрана в розетку, стеблові листки нечисленні, розташовані біля основи стебла. Вони пірчастороздільної форми з гострими трикутнояйцеподібними лопатями.
Суцвіття — малоквіткова китиця. Квітки двостатеві, блідо-жовті. Чашолистків 4, їх довжина сягає 2–2,5 мм. Оцвітина складається з 4 оберненояйцеподібних пелюсток завдовжки 3–4 мм, звужених у «нігтик». Плід — голий стручок завдовжки 1–3,5 см. Насінини коричневі, розташовані в стручку у два ряди.

## Екологія та поширення
Рослина посухостійка, зростає у відкритих фітоценозах: на кам'янистих схилах, у степах, садах, виноградниках, на пустирях, обабіч залізниць. Віддає перевагу глинистим ґрунтам.
Квітне в червні-вересні. У природі досить часто відбувається перехресне запилення з дворядником тонколистим, внаслідок якого виник новий вид — дворядник муровий.
Ареал охоплює Середземномор'я, Центральну і Східну Європу. У Середземномор'ї дворядник прутяний доволі поширений і є звичайним видом. На межі розповсюдження, наприклад, по берегах Женевського озера, у німецькій землі Верхній Рейн, у Поволжі, на Валдайській височині трапляється зрідка.

## Синоніми
| - Arabis longistyla Rech.f. - Brassica brevicaulis (Wibel) Bubani - Brassica prolongi (Boiss.) Boiss. - Brassica viminea (L.) Boiss. - Crucifera viminea E.H.L.Krause - Diplotaxis balearica Sennen - Diplotaxis brevicaulis (Wibel) Bluff & Fingerh. - Diplotaxis glabra Dulac - Diplotaxis intermedia Schur - Diplotaxis praecox Sennen - Diplotaxis prolongoi Boiss. - Diplotaxis saxatilis Ledeb. - Diplotaxis viminea var. genuina Willk. & Lange | - Diplotaxis viminea subsp. intermedia (Schur) Tzvelev - Diplotaxis viminea var. subcaulescens Lojac. - Diplotaxis viminea var. viminea - Diplotaxis vinealis Sennen & Mauricio - Eruca bellidis-folia Mill. - Eruca intermedia (Schur) G.H.Loos - Eruca prolongoi (Boiss.) G.H.Loos - Eruca viminea (L.) Mill. - Hesperis cabulica Kuntze - Sisymbrium brevicaule Wibel - Sisymbrium pumilum Lam. - Sisymbrium vimineum L. - Sisymbrium vineale Gaterau |